# Popoluca d'Oluta
Le popoluca d’Oluta, aussi appelé olutèque, est une langue mixeane (en) parlée dans l’État de Veracruz au Mexique.

## Écriture
Il y a deux orthographes standardisées pour le popoluca d’Oluta : l’orthographe de la Société internationale de linguistique et l’orthographe de l’Institut national des langues indigènes.
| a | b | c | ch | d | e | f  | g | h | i | j | l | m | n | o |
| p | q | r | s  | s̈ | t | ts | u | ʉ | v | w | y |   |   |   |

Dans l’orthographe de la SIL, les voyelles longues sont indiquées à l’aide d’un macron souscrit ‹ a̱, e̱, i̱, o̱, u̱, ʉ̱ › et le coup de glotte est indiqué après les voyelles avec le saltillo ‹ aꞌ, eꞌ, iꞌ, oꞌ, uꞌ, ʉꞌ ›.